# Marie-Louise af Forsell
Ej att förväxla med Louise af Forselles
Marie-Louise af Forsell, född 3 april 1823, död 5 december 1852, var en svensk dagboksförfattare. Hon skrev dagbok från sexton års ålder 1838 till sin död, och hennes dagbok anses ge en värdefull personhistorisk tidsbild från mitten av 1800-talet. Hennes utförliga dagböcker från 1842–1852 utgavs i fyra volymer 1914–1917 av Syster Heijkenskjöld och blev en succé.

## Biografi
Marie-Louise af Forsell var dotter till översten, statistikern, kartografen, topografen och överdirektör för Generallantmäterikontoret Carl af Forsell och Clementina Magdalena Geijer. Hon delade sin barndom mellan föräldrahemmet i Stockholm och morfaderns Yxe bruk i Bergslagen. Hon utbildades vid en flickpension i Stockholm.
Vid 16 års ålder började Marie-Louise af Forsell skriva dagbok. Den första delen En resa i familjevagn år 1842 skildrar hennes resa med familjen och ger en personhistorisk skildring av en ogift överklassfrökens sällskapsliv, fokuserat på visiter hos släkt och vänner på herrgårdarna längs vägen. Andra delen, Sällskapslif och hemlif i Stockholm på 1840-talet, skildrar hennes sällskapsliv som ogift kvinna på societetens äktenskapsmarknad i Stockholm.
Marie-Louise af Forsell gifte sig 1847 med löjtnant Berndt Otto Nycander (1811–1869), efter att ha varit förälskad även i skådespelaren Johan Jolin. Äktenskapet präglades av skillnaderna mellan den sakligt vetenskaplige maken och den litterära och svärmiskt religiösa Marie-Louise, och hon tycks ha stått närmast sin son. Hon uttrycker vantrivsel över de hushållssysslor som distraherade henne från litteraturen. Hon fick fyra barn. Efter giftermålet beskrev hon sitt intresse för samtida överklasskvinnors välgörenhetsarbete i Stockholm, som Lotten Wennbergs.
I den tredje utgåvan av dagböckerna, Herrgårdslif i Bergslagen för sjuttio år sedan, beskrev hon herrgårdslivet på morfaderns herrgård Yxe, där hon, hennes mor och mostrar och kvinnliga kusiner (som kallade sig "yxinnor"), tillbringade sina dagar med handarbete, pianospelning, konversation, promenader, läsning av romaner och undervisning, samt sällskapsliv på herrgårdarna däromkring med baler, middagar, bjudningar, tillfälliga långväga besök och familjefester, och ger en värdefull beskrivning av 1840-talets nöjesliv i den svenska herrgårdsklassen.
Den sista utgåvan, I Stockholm och på sommarnöje 1849–1852 från 1917, beskriver främst hennes liv som gift societetskvinna i Stockholm och på landet och beskriver familjelivet, kyrko- och teaterbesök och välgörenhetsarbete och resor till bad- och kurorterna i Porla och Marstrand. Hon födde under dessa år tre barn, och kände rädsla inför sina förlossningar, som också påverkade hennes hälsa, och skrev inför den sista: ”med hemsk rysning motser jag nu döden”. Hon avled under födelsen av sitt fjärde och sista barn.